# مركب جرمانيوم عضوي

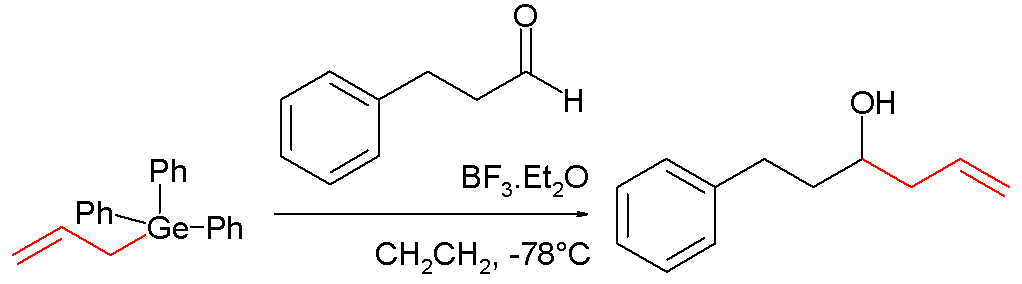
تفاعل متضمّن لأحد مركّبات الجرمانيوم العضوية.

مركبات الجرمانيوم العضوية هي صنف من المركبات العضوية الفلزية الحاوية على رابطة كيميائية بين عنصري الجرمانيوم والكربون Ge-C؛ ويدعى الفرع من الكيمياء المهتم بدراسة تلك المركبات باسم كيمياء الجرمانيوم العضوية، ولكن لا يزال هذا المجال من العلم في المراحل المبكرة.
تمكّن كليمنس فنكلر، مكتشف عنصر الجرمانيوم، من تحضير أوّل مركب جرمانيوم عضوي في سنة 1887، وهو مركّب رباعي إيثيل الجرمانيوم Ge(C2H5)4، وذلك من تفاعل رباعي كلوريد الجرمانيوم مع ثنائي إيثيل الزنك. بشكلٍ مناظرٍ، يمكن الحصول على رباعي ميثيل الجرمانيوم من التفاعل مع ثنائي ميثيل الزنك. كما يمكن الحصول على مشتقّات عضوية من الجرمان مثل إيزوبوتيل الجرمان، والتي وجد أنّها أقلّ خطورة من مركّبات الجرمان في صناعات أشباه الموصلات. في مجال كيمياء الجرمانيوم العضوية تعرف أيضًاً المركّبات الوسطية النشيطة  مثل الجذور الحرّة: جرميل وجرميلين (الشبيهة بأنواع الكربين) وجرماين (الشبيهة بأنواع الكرباين).
تعد مركبات الجرمانيوم العضوية من الكواشف المحبة للنواة ويقع النشاط الكيميائي لها بين  مركبات السيليكون العضوية ومركبات القصدير العضوية. ولبعض مركبات الجرمانيوم العضوية نشاط كيميائي معزز في بعض تفاعلات نفاعلات الازدواج المتبادل، وذلك بالمقارنة مع المناظرات من مركبات السيليكون العضوية أو مركبات البورون العضوية.